# Бузат (село)
Буза́т (рос. Бузат, башк. Буҙат) — село у складі Стерлібашевського району Башкортостану, Росія. Адміністративний центр Бузатівської сільської ради.
Населення — 722 особи (2010; 784 в 2002).
Національний склад:
- татари — 94%